# Awaruita
La awaruita es una aleación natural de hierro y níquel, perteneciente a la clase 1 de los minerales elementos nativos. Fue descubierta en 1885 cerca de la bahía de Awarua (Nueva Zelanda), de ahí su nombre. Otros sinónimos en español son: bobrovkita, josefinita o souesita.

## Características químicas
Aunque puro es una aleación hierro-níquel, suele llevar impurezas mezcladas con ambos, frecuentemente: cobalto, cobre, azufre, fósforo o silicio.

## Formación y yacimientos
Suele encontrarse en placeres de ríos en forma de pepitas, en rocas peridotitas serpentinizadas, así como en meteoritos.
Minerales con los que normalmente se encuentra asociado: pentlandita, millerita, magnetita, kamacita, heazlewoodita, oro, cobre nativo o cromita.